# 80184 Hekigoto
80184 Hekigoto este un asteroid din centura principală de asteroizi.

## Descriere
80184 Hekigoto este un asteroid din centura principală de asteroizi. A fost descoperit pe 10 noiembrie 1999 la Kuma Kogen de Akimasa Nakamura. Asteroidul prezintă o orbită caracterizată de o semiaxă mare de 2,25 ua, o excentricitate de 0,05 și o înclinație de 2,8° în raport cu ecliptica.